# مأبون

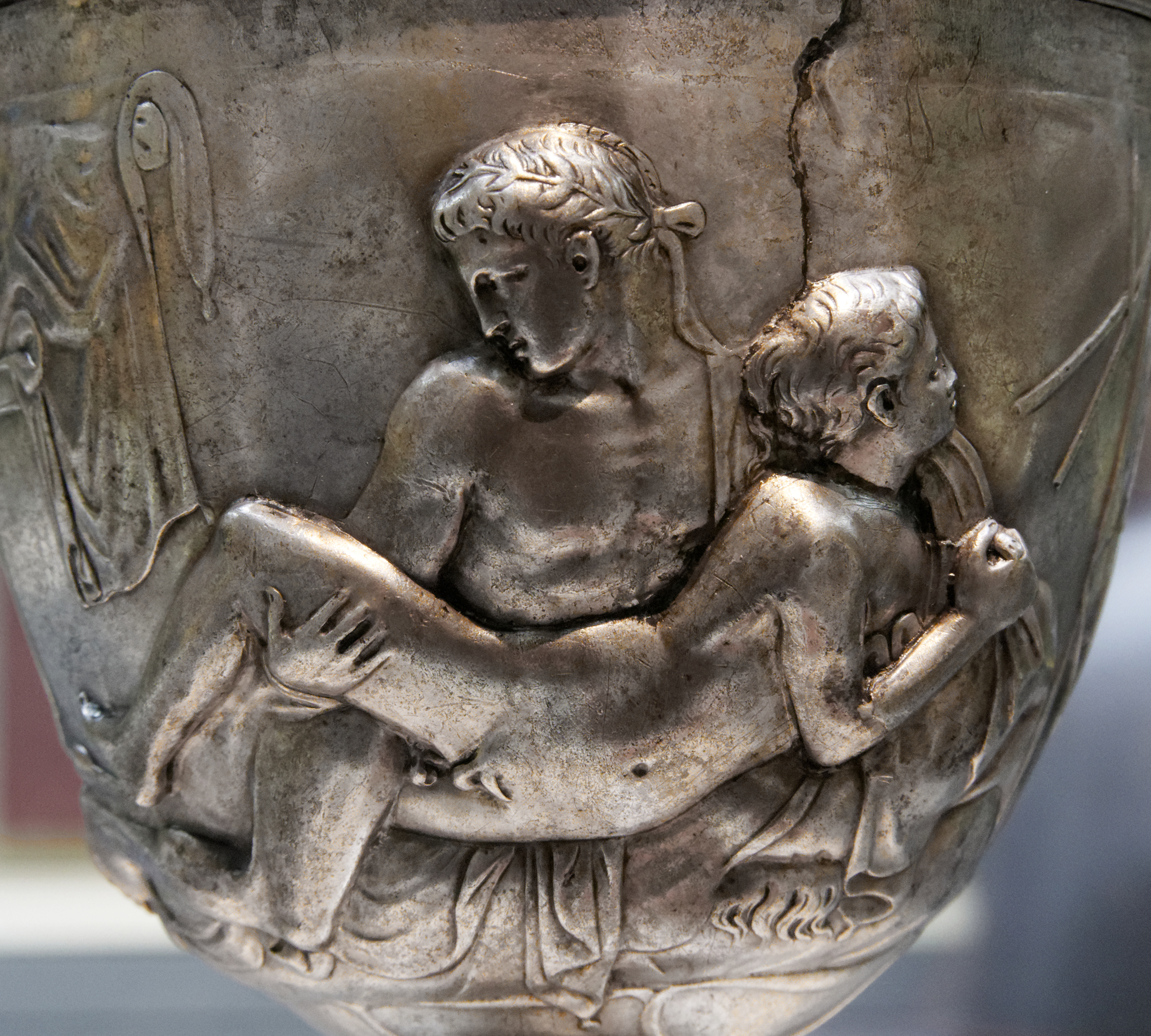
كأس وارن، الموجود الآن في المتحف البريطاني، يصور العلاقة الجنسية الحميمة بين شاب ومأبون.

المَأبُون في اليونان القديمة وروما صبيٌ محتلم كان الرفيق الحميم لذكر أكبر سناً، وعادة ما يكون في علاقة مثليّة. استخدم مصطلحًا إهانة عند توجيهه إلى رجل بالغ.
يشير مصطلح المأبون في الاستخدام الحديث إلى الصبي باعتباره الشريك السلبي أو المتلقي في الجماع الشرجي مع رجل.